# Ambasada Białorusi w Polsce
Ambasada Białorusi w Polsce, Ambasada Republiki Białorusi (biał. Пасольства Беларусі ў Польшчы, ros. Посольство Беларуси в Польше) – białoruska placówka dyplomatyczna znajdująca się w Warszawie przy ul. Wiertniczej 58.

## Podział organizacyjny
W skład przedstawicielstwa wchodzą też:
- Centrum Kulturalne Białorusi w Warszawie (biał. Культурны Цэнтр Беларус ў Варшаве), Warszawa, ul. Wiertnicza 58
- Konsulat Generalny w Białymstoku (biał. Генеральнае консульства ў Беластоку), skw. Wolnej Białorusi 1
- Konsulat Generalny w Gdańsku (biał. Генеральнае консульства ў Гданьску), ul. Noakowskiego 9 (zamknięty 12.02.2018)[2]
- Konsulat w Białej Podlaskiej (biał. Консульства ў Бялай Падлясцы), ul. Sitnicka 77

## Historia
Pierwszy przedstawiciel Białorusi urzędował w Warszawie na początku lat dwudziestych.
Do czasu uzyskania przez Białoruś w 1991 niepodległości kontakty z Polską utrzymywano w ramach stosunków Polski z ZSRR. Stosunki dyplomatyczne z Białorusią nawiązano w 1992. 

## Siedziba
Pierwsza siedziba ambasady mieściła się przy ul. Ateńskiej 67 (1992-2004), następnie przy ul. Wiertniczej 58 (od 2004).
W 2008 zostało powołane Centrum Kulturalne Białorusi z siedzibą w Białymstoku przy ul. Modlińskiej 2. W 2011 Centrum przeniesiono do Warszawy, gdzie mieściło się przy ul. Królowej Marysieńki 66, obecnie w budynku ambasady przy ul. Wiertniczej 58 (2021).